# Kisielin
Kisielin (ukr. Кисилин) – wieś w rejonie włodzimierskim obwodu wołyńskiego Ukrainy. Zamieszkuje ją 331 osób.
Do 2020 w rejonie łokackim. 

## Historia
Kisielin założono w 1451. W 1545 był własnością Piotra Kierdejowicza Mylskiego, a w 1570 Olizara Kierdeja. Później własność rodziny Kisielów – w 1625 Ostafi Kisiel był rządcą szkoły, w której krzewiono idee braci polskich. 

Młodzież wielkopolska, żądna światła, gdy widziała dla siebie zamkniętemi podwoje rakowskiej uczelni, dążyła do Kisielina...
.

Wojewoda Adam Kisiel był ostatnim prawosławnym senatorem I Rzeczypospolitej. W czasach kolejnego dziedzica Kisielina – Jerzego Czaplica do Kisielina przeniosła się kadra naukowa zlikwidowanej w 1638 Akademii Rakowskiej. Nauczanie, w którym brał udział m.in. Andrzej Wiszowaty, trwało jednak tylko do 1644, kiedy wyrokiem Trybunału Lubelskiego zabroniono go. Szkoły zlikwidowano, a zbór braci polskich został zamieniony na kościół katolicki.
W 1643 w Kisielinie urodził się Jakub Teodor Trembecki – polski poeta, kolekcjoner tekstów literackich.
W 1720 karmelici wznieśli w Kisielinie murowany kościół parafialny pw. Niepokalanego Poczęcia Najświętszej Maryi Panny.
W 1870 miasteczko było miejscowością gminną powiatu włodzimierskiego i liczyło 598 mieszkańców – znajdowała się wówczas w niej ...cerkiew, kościół, 3 izraelskie domy modlitwy, gorzelnia, 15 sklepów, 6 rzemieślników. W miasteczku miał znajdować się także pałac. W początku XX w. Kisielin liczył 1471 mieszkańców, a cała gmina obejmowała 56 miejscowości.
W latach 1921–1939 istniała gmina Kisielin.
Podczas II wojny światowej Kisielin był miejscem kilku masowych zbrodni. 19 sierpnia 1941 na obrzeżu miejscowości Niemcy rozstrzelali 2 sowieckich aktywistów i 48 Żydów. Kolejna egzekucja odbyła się 12 (bądź 15) sierpnia 1942, kiedy Niemcy wraz z ukraińską policją rozstrzelali 500-550 Żydów z miejscowego getta.

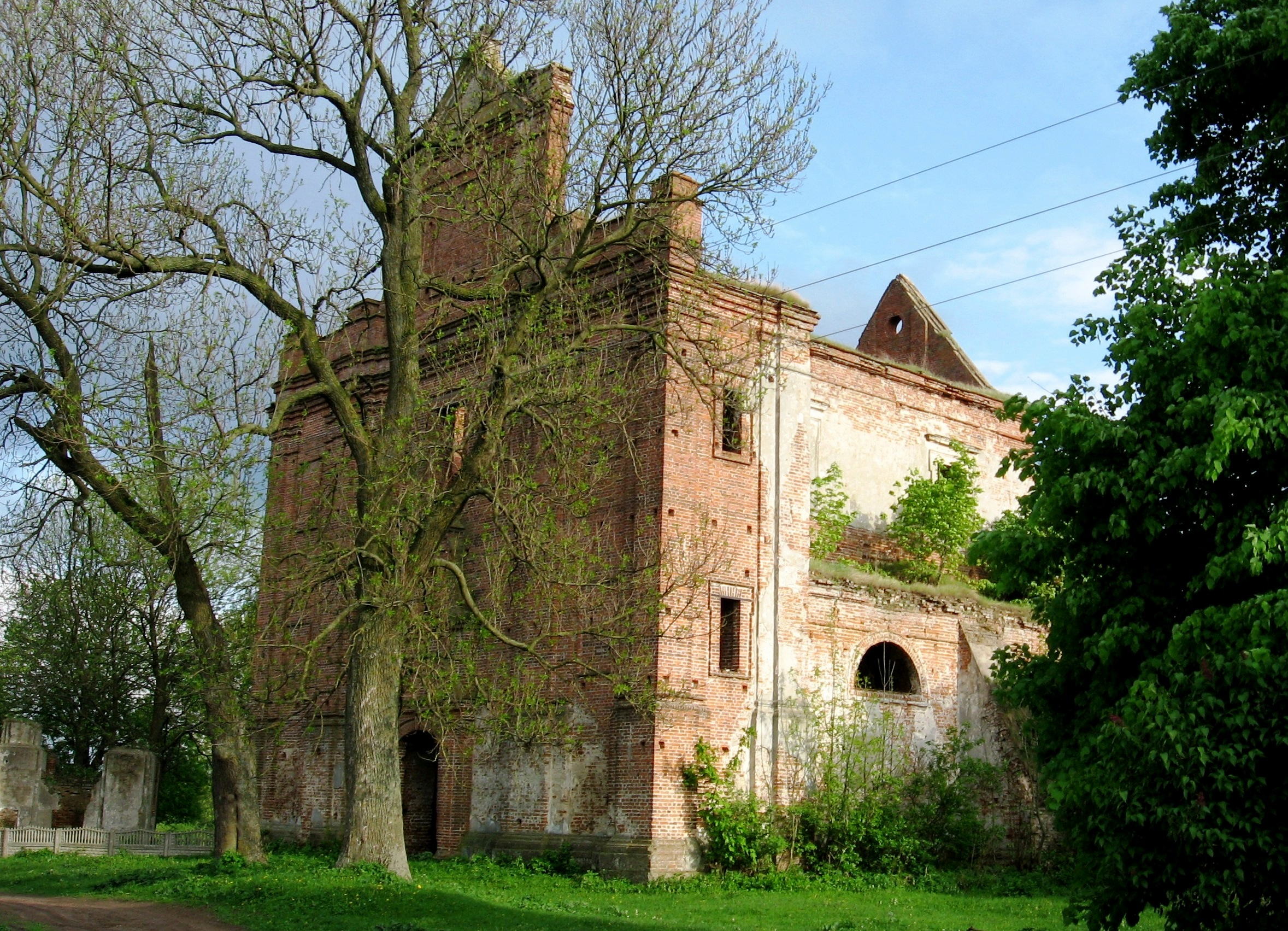
Ruiny kościoła w Kisielinie

11 lipca 1943 podczas rzezi wołyńskiej w wyniku napaści UPA na Polaków uczestniczących w mszy świętej w kościele zginęło około 90 osób.
Dzisiejszy Kisielin to niewielka osada, która zatraciła zupełnie miejski charakter. Miejsce dawnego rynku zajmuje pole. Do czasów współczesnych nie przetrwała również większość znaczącej zabudowy, jak pałac, szkoła czy remiza strażacka. W centrum dzisiejszego Kisielina stoi niewielka cerkiew prawosławna, która służy mieszkańcom wsi.